# Dannielynn Birkhead
Hannah Rose Marshall Stern (Nasáu; 7 de septiembre de 2006) más conocida como Dannielynn Birkhead es una personalidad de la telerrealidad estadounidense y modelo infantil. Es la única hija de Anna Nicole Smith y Larry Birkhead y fue el foco del caso de paternidad de Dannielynn Birkhead.

## Primeros años y paternidad
Dannielynn Hope Marshall Birkhead, llamada Hannah Rose Marshall Stern al nacer, nació de Anna Nicole Smith el 7 de septiembre de 2006 en Nasáu, Bahamas. Casi de inmediato, surgieron dudas sobre su paternidad, seguidas rápidamente por la muerte de su medio hermano, Daniel Smith, tres días después de su nacimiento. La muerte de Smith y la custodia de Dannielynn precedieron a los reclamos de paternidad realizados por el abogado Howard K. Stern, Larry Birkhead, el guardaespaldas de Smith, Alexander Denk, y Frederic von Anhalt, esposo de la actriz Zsa Zsa Gabor. Smith nombró a Howard K. Stern como padre en el certificado de nacimiento de su hija.
Birkhead, un fotógrafo de celebridades de Kentucky, presentó su desafío ante los tribunales para legitimar su reclamo. Después de las pruebas de ADN, Birkhead se estableció formalmente como el padre. Después de obtener la custodia de su hija, el apellido de Dannielynn se cambió de Stern a Birkhead.
Cuando Birkhead tenía cinco meses, su madre murió de una sobredosis accidental de drogas en el Seminole Hard Rock Hotel and Casino en Hollywood, Florida. En 2008, fue declarada heredera única del patrimonio de Smith, estimado en 700 000 dólares.
A los 16 meses, Birkhead se sometió a una cirugía para corregir el estrabismo en uno de sus ojos. Su padre también usó un parche para que la pareja pudiera "jugar a los piratas juntos".

## Modelaje y enfoque mediático
A los seis años, Birkhead participó en una campaña de modelaje para Guess Kids, la línea infantil de ropa Guess. Paul Marciano, cofundador de Guess, afirmó que «Dannielynn tiene el mismo espíritu juguetón que tenía su madre». La campaña fue seguida por la línea primavera 2013.
En agosto de 2014, el juez de la corte federal David O. Carter dictaminó que Dannielynn Birkhead no recibirá $44 millones del patrimonio del difunto E. Pierce Marshall, hijo de J. Howard Marshall. Su padre tenía la esperanza de que Dannielynn recibiera una cantidad sustancial de dinero en concepto de sanciones. El juez Carter rechazó esta solicitud y dictaminó que «simplemente no había evidencia ante el tribunal que justifique la concesión de sanciones contra el patrimonio de Pierce Marshall».
Desde 2008, Birkhead y su padre han asistido al Derby de Kentucky, donde sus padres se conocieron. En el Derby de Kentucky de 2021, Birkhead usó un traje pantalón turquesa de Jovani Fashion con un gran tocado de flores blancas.

## Filmografía
| Año     | Título                                               | Episodio                              | Rol        |
| ------- | ---------------------------------------------------- | ------------------------------------- | ---------- |
| 2018    | Entertainment Tonight                                | 1 episodio                            | Ella misma |
| 2017    | Inside Edition                                       | 1 episodio                            | Ella misma |
| 2017    | ABC.com                                              | 1 episodio                            | Ella misma |
| 2016    | Steve Harvey                                         | Una apariencia                        | Ella misma |
| 2015    | The Millionaire Matchmaker                           | 1 episodio                            | Ella misma |
| 2014    | Celebrity Wife Swap                                  | Larry Birkhead/Hélio Castroneves      | Ella misma |
| 2013    | Life After Anna Nicole: The Larry & Dannielynn Story | Película de televisión                | Ella misma |
| 2011    | True Crime with Aphrodite Jones                      | Anna Nicole Smith: Tragedia en juicio | Ella misma |
| 2008–13 | Entertainment Tonight                                | 6 episodios                           | Ella misma |
| 2007–12 | Access Hollywood                                     | 6 episodios                           | Ella misma |